# Восточная политика Августа
Восточная политика Августа (30 до н. э. — 14 н. э.) — попытки Октавиана Августа разрешить затяжной конфликт с Парфией и распространить римское влияние на Востоке.

## Римско-парфянский конфликт
Со времени похода Марка Красса между Римом и Парфией сохранялись враждебные отношения, несколько раз приводившие к военным конфликтам. В гражданскую войну между Цезарем и Помпеем парфяне не вмешались, но в 45 до н. э. поддержали мятеж Цецилия Басса, в 43—42 до н. э. помогали Бруту и Кассию, а в 41—38 до н. э. организовали вместе с республиканским полководцем Квинтом Лабиеном масштабное вторжение в Сирию и Малую Азию. Поход Марка Антония в 36 до н. э. закончился неудачей. В войну между Антонием и Октавианом парфяне не вмешивались, потому что в это самое время царь Фраат IV был свергнут узурпатором Тиридатом, и в Парфии также началась гражданская война. Обе стороны просили помощи у Октавиана, но тот тянул с ответом, ожидая развития событий. Впоследствии он оправдывался занятостью египетскими делами, но Дион Кассий справедливо полагает, что римский правитель дожидался, пока противники ослабят друг друга.
Фраат при помощи среднеазиатских кочевых племён в конце концов разбил узурпатора, и тот бежал к римлянам, прихватив с собой сына парфянского царя. Фраат потребовал выдачи обоих. Октавиан отказался выдать Тиридата, но сына царя вернул в качестве жеста доброй воли.
Вопрос о том, почему Октавиан, одержав победу над Антонием, и присоединив его войска к своим, не обрушился с этими силами на парфян, неоднократно рассматривался историками. Полагают, что он опасался ввязываться в крупную войну, не проведя серьёзной подготовки. Армии, действовавшие в гражданских войнах, были численно велики, но их боевые качества были невысокими. Два десятилетия войн основательно подорвали экономическую базу, в том числе и на Востоке. Учитывая предыдущий неудачный опыт римских вторжений и неясный правовой статус режима Октавиана, начинать новую войну было опасно, так как поражение могло положить конец его власти. Поэтому он решил взять паузу в решении восточного вопроса и заняться укреплением своих позиций на западе.
По словам Светония, Август

«никогда не начинал сражение или войну, если не был уверен, что при победе выиграет больше, чем потеряет при поражении. Тех, кто домогается малых выгод ценой больших опасностей, он сравнивал с рыболовом, который удит рыбу на золотой крючок: оторвись крючок, — никакая добыча не возместит потери».— Светоний. Август, 25
Проведя зиму 30/29 до н. э. в Антиохии, и организовав управление восточными провинциями, Октавиан вернулся в Рим. В последующие годы римляне несколько укрепили свои позиции на востоке. После смерти царя Аминты в 25 до н. э. обширное Галатское царство было аннексировано Августом. Таким образом, центральная часть Малой Азии была поставлена под прямой контроль, и римское влияние достигло Великой Армении. Август продолжал поддерживать систему буферных клиентских государств на границе с Парфией. Изгнанный парфянами из Атропатены царь Артавазд был назначен царём Малой Армении.

## Римско-индийские контакты
В 20-е годы до н. э. римляне установили прямые связи с Индией. Античные источники сообщают о двух индийских посольствах к Августу, но сам он пишет, что такие посольства были частыми. Страбон сообщает, что в 25 до н. э. посольство царя Пандиона было принято в Тарраконе. Цели этой миссии и её результаты неизвестны, но можно предположить, что речь шла не только о торговых соглашениях. Имя царя, указанное Страбоном, даёт некоторые основания предполагать, что речь идёт об одном из последних индо-греческих правителей, владевшим какой-то территорией между востоком Иранского нагорья, Гиндукушем и низовьем Инда. К сожалению, о положении дел в этом регионе, очевидно, подвергавшемся давлению парфян и кушан, мало что известно, а сведений о римских посольствах в Индию вообще не сохранилось.
Ещё одно индийское посольство прибыло в 20 до н. э. Николай Дамасский встретил послов в Антиохии и ознакомился с личным посланием индийского царя к Августу. В документе, написанном на пергамене по-гречески, римлянам предоставлялся свободный проход через страну и обещалось всяческое содействие. Затем посольство отправилось к императору на Самос, где был заключён союзный договор. Разумеется, Август едва ли мог всерьёз рассматривать вариант морской экспедиции в Индию, однако, для дипломатического нажима на парфян одного факта римско-индийского союза, и даже простой осведомлённости о проблемах на восточной границе Парфии было достаточно.

## Кризис 23—20 до н. э.
Завершив военную кампанию в Испании, Август смог вернуться к восточным делам. В 23 до н. э. на Восток был направлен Марк Агриппа, ближайший сподвижник принцепса и первый полководец империи. В Риме поползли слухи, что Агриппа удалился в добровольное изгнание, не желая переходить дорогу наследнику Августа Марку Клавдию Марцеллу. Как полагают исследователи, эти сплетни породил тот факт, что о причинах поездки Агриппы не было объявлено (так как миссия была секретной), а то, что полководец остановился в Митилене на Лесбосе, традиционном пристанище римских изгнанников, лишь усилило подозрения. По-видимому, Агриппа начал тайные переговоры с Фраатом о возвращении римских знамён и пленных, взятых в предыдущих войнах, а также об урегулировании в Армении.
В 22 до н. э. на Восток отправился сам Август, а Агриппа вернулся, чтобы замещать его в Италии. Римляне начали готовить вторжение в Армению. Помимо четырёх сирийских легионов, которые в случае необходимости могли быть усилены тремя египетскими, в Армению через Балканы и Малую Азию вёл ещё одну армию пасынок Августа Тиберий. Воевать не пришлось. Когда римляне достигли Армении, заговорщики уже убили царя Арташеса и просили дать им нового правителя. Тиберий возвёл на престол его младшего брата — Тиграна III — в своё время взятого в плен Антонием, а затем проживавшего в Риме.

## Договор 20 до н. э.
Военная демонстрация произвела впечатление на парфянского царя. Возможность одновременного нападения из Сирии и Армении, наличие у Августа претендента на престол Тиридата и союз с индийским царём побудили Фраата принять римские условия. Весной 20 до н. э. Тиберию были переданы знамёна и пленные, а 12 августа когда Август прибыл в Сирию, Тиберий торжественно вручил ему возвращённые инсигнии. Это событие было объявлено крупной победой, поэты воспели её в стихах, в большом количестве были отчеканены специальные монеты. При этом историки, начиная с Моммзена, полагают, что действия Августа представляли собой искусный блеф, призванный заставить противника пойти на уступки, не затрагивающие его жизненных интересов, а доводить дело до войны он не собирался.
Хотя общественное мнение требовало жестоко отомстить парфянам за разгром трёх римских армий, Август смотрел на вещи более трезво. Римская военная организация и тактика показали свою несостоятельность в боях против панцирной кавалерии и конных лучников, масштабная же военная реформа потребовала бы времени и средств. Кроме того, опыт восточного похода Александра показывал, что даже успешная война на Востоке займёт годы. Оставить Рим на такой долгий срок Август не мог, тем более, что вся его парфянская затея была нужна для того, чтобы поддержать престиж режима, пошатнувшийся во время кризиса 23 до н. э. Доверить командование кому-либо другому тоже было нельзя, так как, вернувшись, победоносный полководец затмил бы самого Августа, и мог бы попытаться его свергнуть.
Впоследствии Август с гордостью сообщил в Анкирской надписи, что

«Парфян трёх римских войск доспехи и знамёна отдать мне и, умоляя, просить о дружбе римского народа я принудил. А эти знамёна в святилище, которое в храме Марса Мстителя, я, возвратив, поместил».— Деяния божественного Августа, 31
Парфяне признавали Тиграна III и римский протекторат над Арменией. Мидия Атропатена, до этого также принадлежавшая Арташесу, становилась отдельным государством под властью Ариобарзана, сына римского союзника Артавазда, и отходила в зону парфянского влияния.
Система клиентских царств была вновь реорганизована. Август восстановил царство, занимавшее восточную часть гор Амана, и поставил его правителем Таркондимота, сына прежнего царя. Вместо умершего Артавазда царём Малой Армении был назначен Архелай Каппадокийский, объединивший таким образом обе страны. Также была восстановлена Коммагена на Евфрате, где царём стал Митридат III.

## Принцы-заложники
Август подарил Фраату IV италийскую девочку-рабыню Музу Тейю. Родив сына Фраата (Фраатака), она повысила свой статус, став из наложницы царицей. Между тем, в Парфии снова начались беспорядки, и около 12 до н. э. Фраат был изгнан из Ктесифона неким Митридатом. Уже к 10/9 до н. э. Фраат вернул себе власть, но положение его оставалось непрочным. Опасаясь, что мятежная знать выдвинет нового претендента из числа его родственников, и подстрекаемый Музой, стремившейся расчистить дорогу к трону для своего сына, Фраат решился на поступок, «беспрецедентный в истории международных отношений», выдав римлянам в качестве заложников членов своей семьи. Наместнику Сирии Марку Тицию были переданы Сераспадан, Фраат, Родасп и Вонон, а также четверо их сыновей.
Август пишет об этом в Анкирской надписи:

«Ко мне царь парфян Фраат, сын Орода, своих сыновей и внуков всех послал в Италию, не будучи побеждённым в войне, но нашей дружбы прося, отдавая в залог своих детей».— Деяния божественного Августа, 31

## Перевороты в Армении и Парфии
Тигран III около 6 до н. э. умер или был убит, и в Армении власть перешла к парфянской группировке. Царём стал его сын Тигран IV, женившийся на своей сестре Эрато. Август приказал Тиберию навести порядок в Армении, но тот отказался и удалился в изгнание на Родос. Римляне поставили царём брата Тиграна III Артавазда III.
Во 2 до н. э. Фраатак подрос, и Муза отравила мужа, возведя сына на престол. Около 1 до н. э. сторонники парфян свергли Артавазда III и восстановили у власти Тиграна IV и Эрато. Не желая упускать контроль над Арменией, Август организовал новый поход на Восток.

## Восточный поход Гая Цезаря
Командующим был назначен старший внук и приёмный сын императора Гай Цезарь, получивший титул «правителя Востока» (Orienti praepositus). Поход сопровождался шумной пропагандистской кампанией, объявлялось, что Гай «сражается с варварами за спасение всего человечества». Так как Гай был ещё слишком юн и неопытен, фактическими руководителями похода были приставленные к нему советниками Марк Лоллий и Публий Сульпиций Квириний.
Фраат V направил Августу послание, в котором настаивал на правомерности своих действий в отношении Армении и требовал вернуть назад своих родственников. Август ответил издевательским письмом, адресованным «Фраатаку», без упоминания его царского титула. Он потребовал отказаться от притязаний на Армению. В ответном послании Фраат назвал Августа просто «Цезарем». В результате обмена оскорблениями Рим и Парфия оказались на пороге войны.
Приостановив операции в Германии, римляне направили значительные силы на восток, в придачу к четырём сирийским легионам. Из Египта были переброшены подкрепления под командованием трибуна преторианской когорты. В результате на парфянской границе была собрана крупная армейская группировка, однако, как пишет Дион Кассий, Август и на этот раз не хотел войны. Было решено провести переговоры. Армии встали по обоим берегам Евфрата, а Гай Цезарь и Фраат в 1 или 2 году н. э. встретились на острове посреди реки. Веллей Патеркул, начинавший в то время военную карьеру в качестве трибуна при Гае, описал эту встречу. Был заключён мир и союз, причём парфяне отказывались от Армении и возвращения своих принцев.

## Война в Армении
Тигран IV решил договориться с римлянами, но вскоре погиб в бою с какими-то варварами. После этого Гай Цезарь совершил поход в Армению, где посадил на трон Ариобарзана Атропатенского. Вскоре в Армении началось восстание против римского ставленника. В ходе его подавления Гай атаковал крепость Артагиру, которую оборонял Аддон, вероятно сатрап парфянского царя. Аддон заманил Гая на переговоры, обещая показать место, где скрыты царские сокровища, и 9 сентября 3 года тяжело ранил его при попытке убийства. Римляне взяли Артагиру, но в следующем году Гай Цезарь умер от последствий ранения. Ариобарзан вскоре умер, его сын Артавазд IV был убит около 6 года. Римляне поставили царём Армении внука Ирода Великого Тиграна V, но того вскоре свергла местная знать.

## Политический кризис в Парфии
Муза, надеясь укрепить своё положение, во 2 году вышла замуж за собственного сына. Этот брак, сомнительный даже по меркам зороастрийцев, шокировал греков и римлян, и не помог супругам удержаться у власти. В 4 году Фраат был то ли убит, то ли бежал в Сирию, где вскоре умер. Новый царь Ород III около 6 года также был убит, после чего парфяне снарядили посольство в Рим, прося отпустить на родину кого-нибудь из царевичей. Август отправил в Парфию старшего из сыновей Фраата IV Вонона, который стал новым царём. Казалось, что римляне добились успеха, посадив на трон своего ставленника, но парфянская знать была недовольна Вононом, который за 15 лет пребывания в Риме усвоил западные привычки и демократичную манеру поведения. Националистический мятеж привёл к власти родственника Аршакидов Артабана III, а Вонон около 12 года бежал в Армению, где и захватил власть, но около 15 года был вынужден отречься под давлением парфян. Римляне, занятые подавлением Иллирийского восстания, а затем попытками восстановить свою власть в Германии после разгрома в Тевтобургском Лесу, не могли ни помочь своему ставленнику, ни удержать протекторат над Арменией.

## Итоги
Август никогда не отказывался от планов войны с парфянами, но в конкретных обстоятельствах всякий раз находил такую войну несвоевременной. Будучи расчётливым и осторожным политиком, он по возможности всегда тщательно готовил любую акцию, и приступал к делу, если была достаточная надежда на успех. При этом даже в Германии, в войне против варваров, не имевших государственной организации, он в конце концов потерпел поражение, Парфия же располагала куда большими ресурсами, чем германцы. Установить свой контроль политическим путём не удалось даже в Армении, и эта страна на несколько столетий превратилась в арену конфликтов. В дальнейшем решением армянского вопроса пришлось заниматься Тиберию. Соглашения 20 до н. э. и 1/2 н. э. рассматривались римлянами как паллиатив и временная мера, но в результате стали основой так называемого римско-парфянского дуализма, продержавшегося до конца существования Парфянского царства, и унаследованного Византией и Сасанидами.